# Roller Derby Madrid
Roller Derby Madrid (RDM) es una liga de Roller derby de Madrid (España) fundada en 2012. Juegan bajo el reglamento de la "Women's Flat Track Derby Association" (WFTDA).

## Historia
Roller Derby Madrid se fundó en 2012 a partir de la unión de dos equipos que habían existido desde 2011: GhostMakers Roller Derby e Hijas del Chotis Derby Crew. Su primer partido tuvo lugar en abril de 2013 contra Rayo Dockers Roller Derby (Valencia), encuentro que ganó Roller Derby Madrid con una puntuación final de 165 a 144. Desde entonces han jugado contra equipos nacionales e internacionales. La liga tiene más de cincuenta miembros, incluyendo a jugadoras, "fresh meat" y árbitros. En 2016 ocho jugadoras de Roller Derby Madrid fueron seleccionadas como parte de la alineación inicial del Team Spain (roller derby) de cara al Mundial de 2017. En octubre de 2015 la liga se convirtió en miembro aprendiz de la WFTDA. 

## Las Gatas
El logotipo de Roller Derby Madrid consiste en una ilustración de una gata, como referencia al apodo coloquial que reciben las madrileñas. La figura de la gata no solo representa a la liga en su logotipo, sino que las jugadoras de la liga también son popularmente conocidas como "las gatas". Las patinadoras recién incorporadas al equipo y que aún no han superado el examen de habilidades mínimas de la WFTDA son conocidas como "mininas". La equipación principal de la liga también hace referencia al mundo felino puesto que es roja con rayas felinas en negro.

## Estructura y modelo de gestión
Roller Derby Madrid se compone de patinadoras, árbitras, árbitros y oficiales sin patines, también conocidos como NSO (non-skating officials). Es una liga autogestionada, autofinanciada y democrática desde sus inicios. La organización y el trabajo de la liga se reparte en los diferentes comités. En 2016 se formó el equipo B de Roller Derby Madrid, compuesto por las jugadoras más noveles de la liga además de algunas jugadoras del equipo A.

## Medios de comunicación
Roller Derby Madrid ha aparecido tanto en prensa escrita como en radio, televisión y medios de comunicación en línea. En 2014 protagonizaron el documental Lead Jammer